# Глубоководный бычок
Глубоководный бычок (лат. Ponticola bathybius) — вид лучепёрых рыб из семейства бычковых, эндемик Каспийского моря. 

## Описание
Глубоководный бычок — самый крупный бычок Каспийского моря. Длина тела достигает 31,5 см. Средний размер P. bathybius — 24,2±1,6 см, средний вес — 156±48 г. Тело серое и относительно однородно окрашено. Имеет два отдельных спинных плавника. Сагиттальный сегмент отолита у P. bathybius прямоугольный и толстый, что отличает его, среди прочего, от других бычков, обитающих в Каспийском море, например: Neogobius caspius, у которого этот сегмент относительно круглый и тонкий, и P. gorlap, у которого он удлинённый и толстый.

## Таксономия
Вид был перенесен в род Ponticola из Neogobius на основании родства, выявленного в ходе первоначальных молекулярных исследований 2009 года. Однако, более поздние молекулярные исследования доказали, что этот вид принадлежит к роду Neogobius.

## Ареал и местообитание
Ponticola bathybius является эндемиком Каспийского региона. В природе вид встречается только в Каспийском море. Завезён в Аральское море. Обитает в солёной и солоноватой воде, обычно на песчаном или покрытом ракушками дне (донный образ жизни характерен для всего подотряда бычков), на глубине до 200 м.